# Olga Jojlova
Olga Stepánovna Jojlova  (17 de junio de 1891 - 11 de febrero de 1955), u Olga Jojlova y después de casarse Olga Picasso, fue una bailarina del Imperio Ruso de la compañía Ballets Rusos y casada con el famoso artista Pablo Picasso. Fue, además, musa inspiradora y modelo de varios de sus cuadros, entre los que destacan los óleos sobre lienzos de 1917, "Retrato de Olga en un sillón" y, "Olga Jojlova con mantilla".

## Biografía
Olga Jojlova nació en una familia aristócrata en la ciudad de Nizhyn. Su padre era Stepán Vasílievich Jojlov, un oficial de la armada del Ejército Imperial Ruso, y su madre, Lidia Zinchenko (ucraniana). 

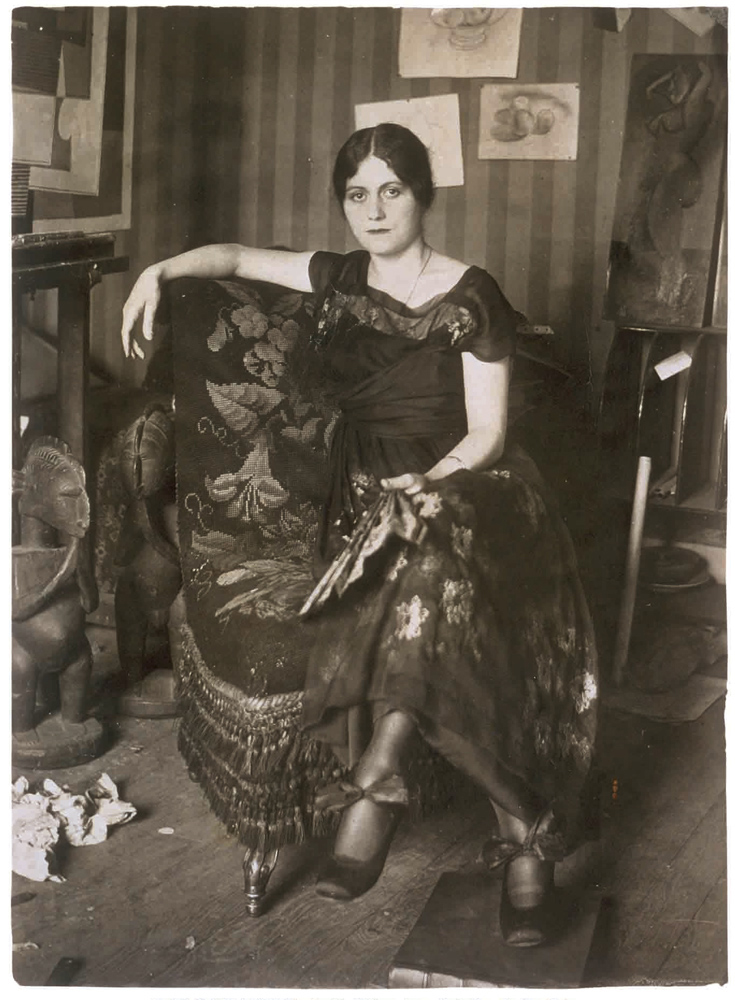
Olga en el estudio de Picasso en 1918.

En 1911, con 20 años, fue elegida por Serguéi Diáguilev para formar parte de la famosa compañía de danza Ballets Rusos. Aunque no era una de las bailarinas principales, formaba parte de la coreografía que estrenaría en las principales ciudades europeas.
Mientras, desde 1914, el Imperio Ruso y parte de Europa habían entrado en la Primera Guerra Mundial. A finales de la guerra, la situación era aún más inestable y caótica, y la familia de Olga se veía inmersa en la revolución rusa. La artista, ante tal situación y a pesar de dejar su familia atrás, prefería quedarse en Europa, como gran parte de la compañía de danza.
Cuando tenía 25 años, conoció a Pablo Picasso en Roma, a principios de 1917 durante la representación del ballet Parade. Picasso, quien ya era famoso por ser un artista innovador, era el encargado de realizar los decorados y el vestuario de la obra. A Picasso le gustaba la vida bohemia de París de principios del siglo XX. Era extravagante, con un carácter fuerte y revolucionario. Olga era de una familia acomodada y extrovertida.
Contrajeron matrimonio primero por lo civil, y posteriormente bajo el rito ortodoxo en la Catedral de Alejandro Nevski de París, el 12 de julio de 1918. Olga adoptó el nombre de casada de Olga Ruiz Picasso. Se establecieron en el distrito de Rue La Boétie de París. El 4 de febrero de 1921 nacía el único hijo de Olga, Paulo Ruiz Picasso.

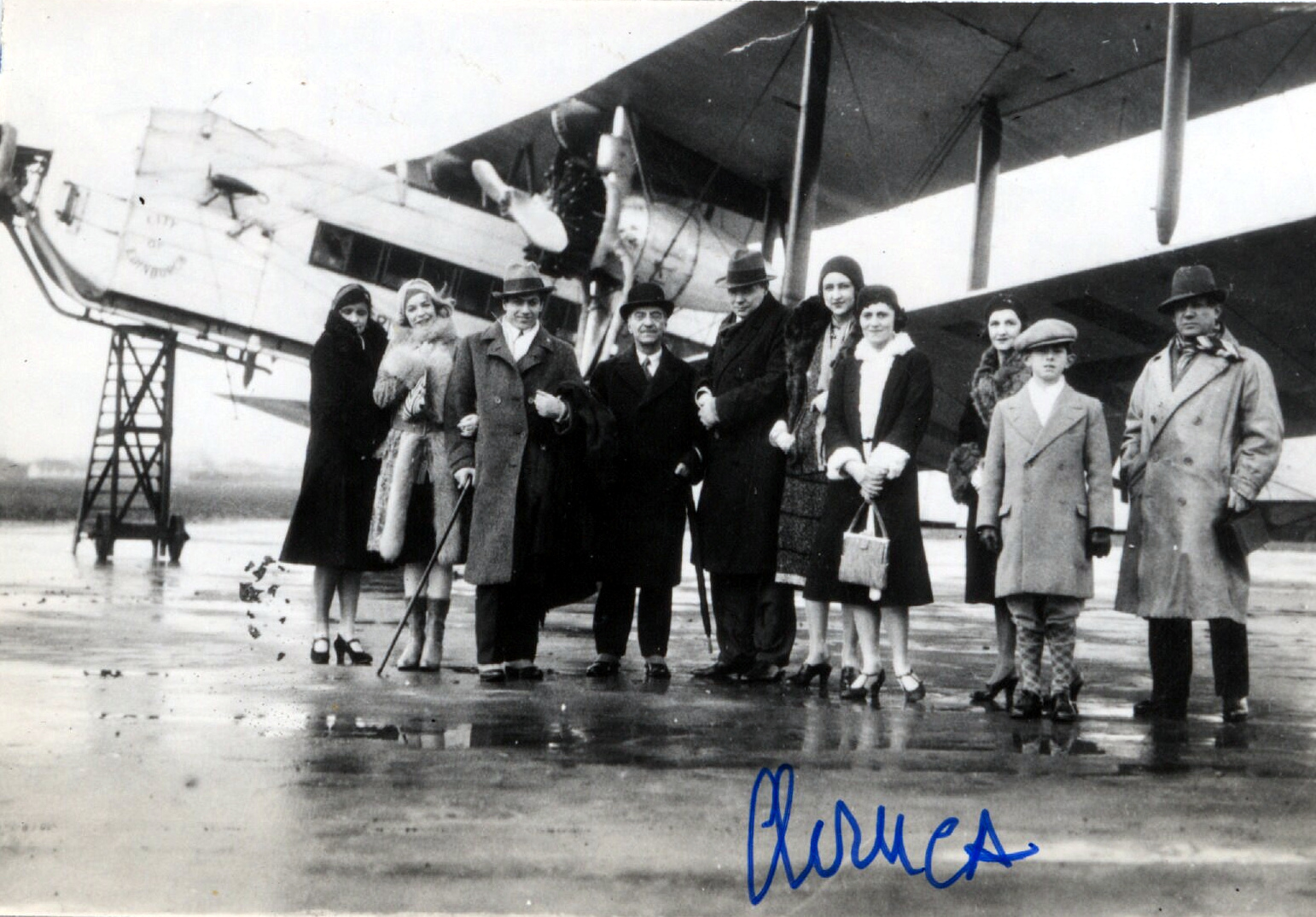
La familia Picasso a la derecha, Olga, Paul y Pablo, junto con bailarines de los Ballets Rusos, al lado de un avión.

Después del matrimonio, ante la insistencia de su marido, ella detuvo su carrera de ballet y él dejó la corriente vanguardista del cubismo a un lado para volver al retrato tradicional. La pareja estaba felizmente casada y participaba a menudo en eventos públicos en París en la tercera década del siglo XX. A Pablo Picasso el origen aristocrático de Olga le venía muy bien para poder vender sus obras e introducirse en la alta sociedad parisina.
Por otro lado, su familia sufría las consecuencias de la guerra en Rusia y le llegaron cartas hablando de la desaparición de su padre, la muerte de un hermano, el exilio de otro, y de la mala situación económica de su madre y hermana. Su padre había participado en el conocido como Ejército Blanco, que había sido derrotado durante la guerra.

Desde 1927, el matrimonio comenzó a deteriorarse rápidamente. Picasso, con 45 años, había entablado una relación secreta con una joven francesa de 17 años, Marie-Thérèse Walter. 

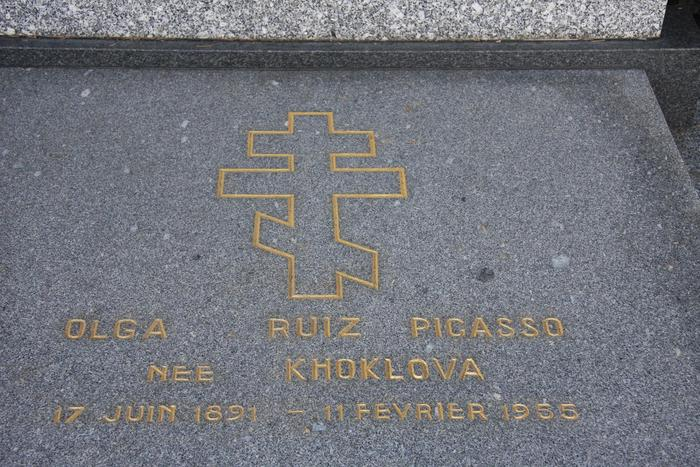
Tumba de Olga Jojlova, con su nombre de casada, Olga Ruiz Picasso.

En 1935, Olga supo que Pablo Picasso esperaba un hijo de su amante. Al enterarse, se llevó a Paulo y rompió toda relación, marchándose a vivir al sur de Francia. Picasso solicitó la separación por el "carácter difícil" y "escenas violentas" que le hacían la "vida imposible" de Olga Jojlova. Pero se negaba a repartir su patrimonio. Según la ley francesa de derecho civil, al ser un matrimonio con bienes compartidos, Olga tendría que recibir la mitad del millonario patrimonio de Picasso. La pareja, aunque se separó en 1935, nunca llegó a tramitar el divorcio. 
Olga pasó sus últimos años sola, sin poder caminar después de un infarto. El 11 de febrero de 1955, murió de cáncer en la ciudad francesa de Cannes. Pablo Picasso no se presentó al funeral. Está enterrada en el cementerio de Grand Jas en Cannes.

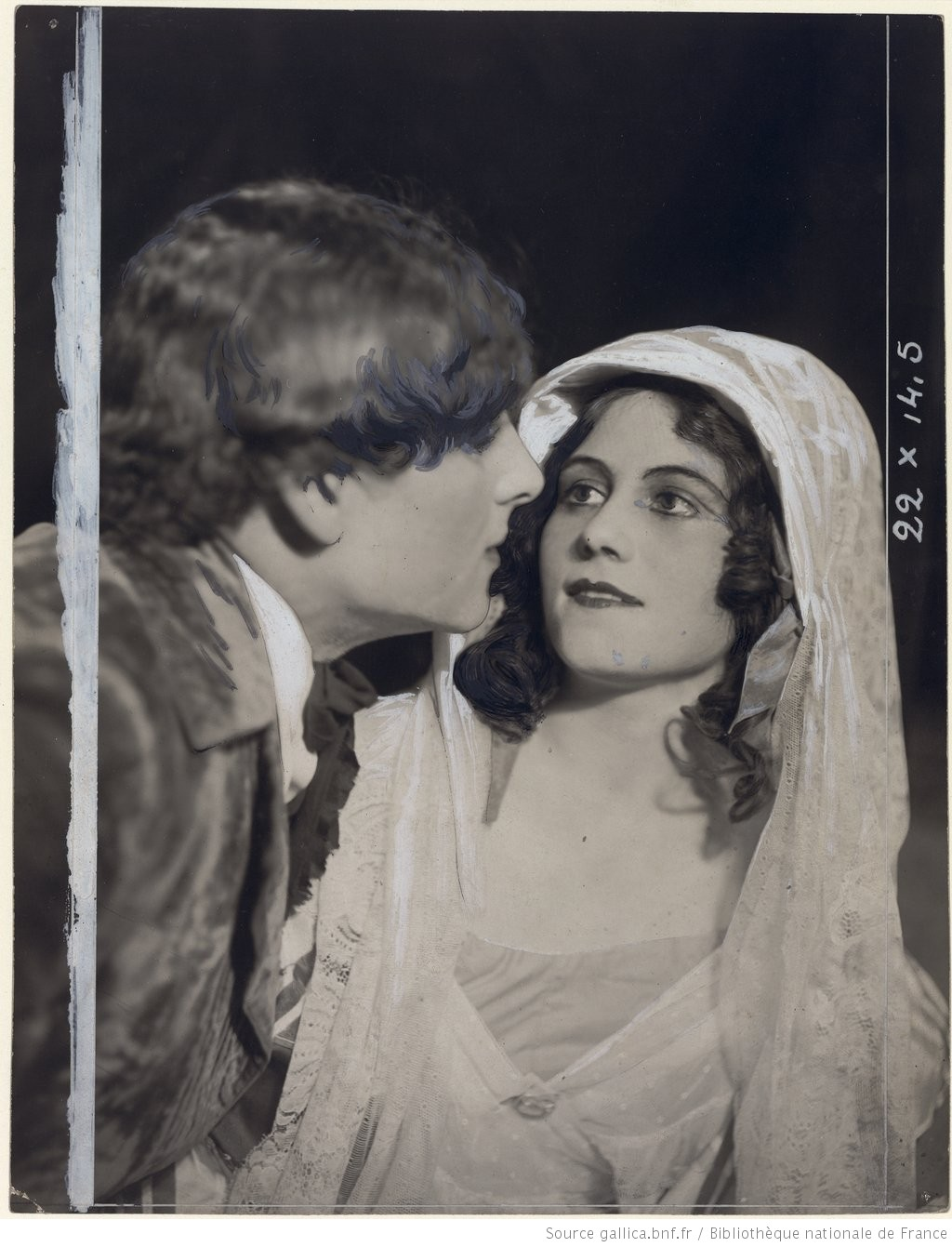
Retrato de Olga en una obra de ballet. Foto de la Biblioteca Nacional de Francia.

## Influencia de Olga en la obra de Picasso
"Fue un periodo muy importante en la vida de Picasso. Extremadamente importante. Se podría llamar el tiempo de Olga."
Marina Loshak, la directora del Museo Pushkin en 2018.

Olga fue una importante influencia en el artista durante su vida y una de sus musas principales. Picasso era uno de los más importantes artistas que había iniciado la corriente vanguardista del cubismo, que se estaba desarrollando en París. Pretendían romper con la pintura tradicional usando formas geométricas y alterando la perspectiva en los cuadros, entre otros cambios. Olga, cuando se casa con Picasso, no entiende bien esta corriente y este deja el cubismo a un lado para empezar un periodo descrito como "neoclásico", donde vuelve al retrato tradicional.
El hijo de ambos, Paulo, durante su infancia aparece en obras como "Paulo dibujando", de 1923, "Paulo vestido de Arlequín", de 1924, y "Paulo vestido de Pierrot", de 1925.

## Lista de retratos de Olga
- "Retrato de Olga en un sillón" (1917). Pertenece a una colección privada.
- "Olga Jojlova con mantilla" (1917). Expuesto en el Museo Picasso Málaga.
- "Retrato de Olga Jojlova" (1918). Pertenece a una colección privada.
- "Olga leyendo en un sillón" (1920). Pertenece a una colección privada.
- "Olga perdida en sus pensamientos" o "Olga pensativa". (1923). Museo de Grenoble.
- "Maternidad" (1921). Museo Picasso Málaga. Expuesto en el Museo Picasso Málaga.
- "Danza" (1925). Expuesto en el Tate Modern.
- "Desnudo en una silla roja" (1929). Expuesto en el Tate Modern.
- ‘"Cabeza de mujer. Olga Picasso" (1935). Expuesto en el Museo Picasso de París.

## Descendientes
Paulo o Paul (4 de febrero de 1921 - 5 de junio de 1975), hijo de Olga, tuvo dos descendientes, 
- Bernard Ruiz Picasso, actualmente miembro y fundador del Museo Picasso de Málaga, la ciudad donde nació Pablo Picasso.
- Marina Ruiz Picasso, que ha vendido obras de arte de su abuelo. Colaboró económicamente con un orfanato en Vietnam. También organizó la excavación de pozos en el interior del país, enviando lotes de leche a refugios y hospitales.[5]

"Amaba mucho a mi abuela. De esa relación nació mi padre Paul, y eso es lo que cuenta para mí."
Bernard Ruiz-Picasso, cofundador del Museo de Málaga en una entrevista a la agencia EFE.

## Exposición: Olga Picasso
Del 21 de marzo al 3 de septiembre de 2017, se inauguró en el Museo Picasso de París la exposición «Olga Picasso», sobre la vida y la influencia de Olga Jojlova en Pablo Picasso durante el contexto social y político de principios del siglo XX. Se trató de un proyecto itinerante fruto de la colaboración de varias instituciones culturales. Posteriormente se expone durante el año 2019 en el Museo Pushkin de Moscú del 19 de noviembre al 4 de febrero, en el Museo Picasso de Málaga desde el 26 de febrero al 2 de junio y finalmente desde el 18 de junio al 22 de septiembre en el museo CaixaForum Madrid. La exposición se compone de una selección de obras, dibujos, documentos, videos familiares y fotografías.